# Michael Amaladoss
Michael Amaladoss (Dindigul, 8 dicembre 1936) è un teologo e presbitero indiano.

## Biografia
Nato da una famiglia cristiana nello stato del Tamil Nadu (India del sud), Amaladoss è entrato nel noviziato dei gesuiti nel 1953. Oltre ai normali corsi di formazione per il sacerdozio, ha studiato letteratura, arte e musica e ha conseguito il Bachelor of Arts in lingue e un diploma in musica. Nel 1961 ha conseguito il Master of Arts in filosofia e nel 1968 è stato ordinato prete. Ha continuato i suoi studi a Parigi, specializzandosi in teologia sacramentale all'Institut catholique de Paris e nel 1972 ha conseguito il dottorato. Rientrato in India, ha insegnato teologia al seminario di Tiruchirappalli e alla facoltà teologica gesuita (Vidyajyoti College of Theology) di Delhi. Dal 1979 al 1983 è stato direttore del programma di formazione dei gesuiti in India. Nel 1983 si è recato a Roma per la 33ª Congregazione generale della Compagnia di Gesù ed è diventato uno dei quattro assistenti generali del nuovo Superiore generale dei gesuiti, Peter Hans Kolvenbach. Amaladoss ha mantenuto il nuovo incarico fino al 1995, occupandosi del dialogo ecumenico e interreligioso e delle questioni riguardanti l'inculturazione della fede. Rientrato in India, ha insegnato teologia al teologato di Nuova Delhi fino al 1999, quando è a stato nominato direttore dell'Istituto per il dialogo con le culture e le religioni presso il Loyola College di Chennai. Amaladoss è consulente della commissione Missione ed evangelizzazione del Consiglio ecumenico delle Chiese e ha pubblicato diversi libri.

## Libri pubblicati
- Mission today. Reflections from an Ignatian perspective, C.I.S., Rome, 1988.
- Becoming Indian: the process of inculturation, CIS, Rome, 1992.
- Vivre en liberté. Les théologies de la libération en Asie, Lumen Vitae, Bruxelles, 1998.
- Making Harmony; Living in a Pluralist World, ISPCK, Delhi, 2003.
- Jésus asiatique, Presses de la Renaissance, Paris, 2005.
- Beyond dialogue : pilgrims to the absolute, Asian Trading Corporation, Bangalore, 2008.
- Rinnovare tutte le cose Gruppo editoriale Edizioni Mediterranee, Hermes, Arkeios, Studio Tesi Roma 2000 ISBN 978-88-8649-5073

## Riferimenti
- Leonard Fernando: Seeking New Horizons: Festschrift in honour of Dr. M. Amaladoss, S.J., ISPCK, New-Delhi, 2002.
- Michael Amaladoss, My Pilgrimage in mission, International Bulletin of Mission Research, N. 31, January 2007